# Samsø Observatorium
Samsø Observatorium er et lille observatorium, der ligger på Nørreskiftevej 17 i Brundby Mark omkring 1 km syd for Ballen på Samsø. Det åbnede i 2009, og det fungerer som en lokal attraktion, og afholder astronomiske aktiviteter og formidling om nattehimlen. Grundet placeringen på en ø har nattehimlen ganske lidt lysforurening, der giver optimale betingelser for at beskue rummet.